# Diagoniceps laevis
Diagoniceps laevis är en kräftdjursart som beskrevs av Willey 1932. Diagoniceps laevis ingår i släktet Diagoniceps och familjen Tetragonicipitidae. Inga underarter finns listade i Catalogue of Life.